# Censorshit
Censorshit è un singolo della band punk Ramones. È stato pubblicato nell'album Mondo Bizarro del 1992.

## Storia
La canzone, scritta da Joey Ramone, fa riferimento a quanto gli album di musica rock e rap stessero venendo censurati dalla PMRC (Parents Music Resource Center), un gruppo di mogli di Washington che ebbe l'idea di mettere un'etichetta nei dischi: la famosa quanto contestata "Parental Advisory: Explicit Lyrics" (o in alcune produzioni "Parental Advisory: Explicit Content").
(Joey Ramone)
L'etichetta ideata dall'associazione viene descritta come una copertura dei veri problemi della società, quali l'inquinamento, i senzatetto e la disoccupazione.
(Joey Ramone)
Questa pratica dell'etichetta divenne poi uno standard.

## Riferimenti
Contiene un riferimento sia ad Ozzy Osbourne sia a Frank Zappa, i quali, insieme allo stesso Joey, vengono descritti come artisti liberi.
(Joey Ramone)

## Formazione
- Joey Ramone - voce
- Marky Ramone - batteria
- C.J. Ramone - basso
- Johnny Ramone - chitarra